# Palazzina Mondadori

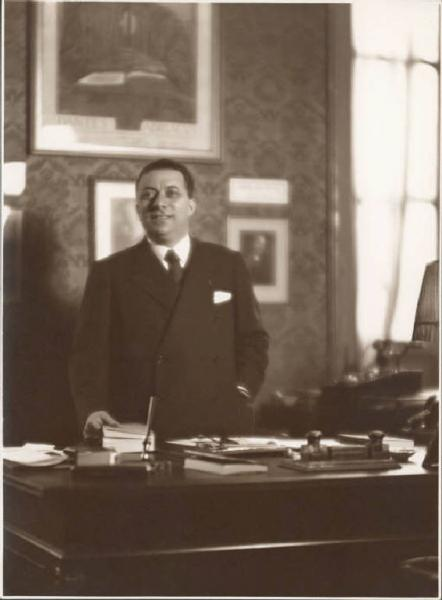
Arnoldo Mondadori a Milano nel 1932, fotografia di Emilio Sommariva

Palazzina Mondadori è un museo ubicato a Ostiglia, in provincia di Mantova.
La Palazzina oggi restaurata, in stile Liberty, fu la sede della prima tipografia di Arnoldo Mondadori (1889-1971) e ospita la sua biblioteca personale e privata, composta da circa 1.000 volumi. La struttura viene utilizzata con aule didattiche, multimediali e sale espositive.
Scopo dell'edificio è la promozione della lettura e, in collaborazione con la "Fondazione Mondadori", è sede di mostre. Intrattiene contatti con le principali realtà nazionali dedicate alla storia della scuola e dell'editoria scolastica (università, musei, centri studi).